# Haus Kaldenhausen

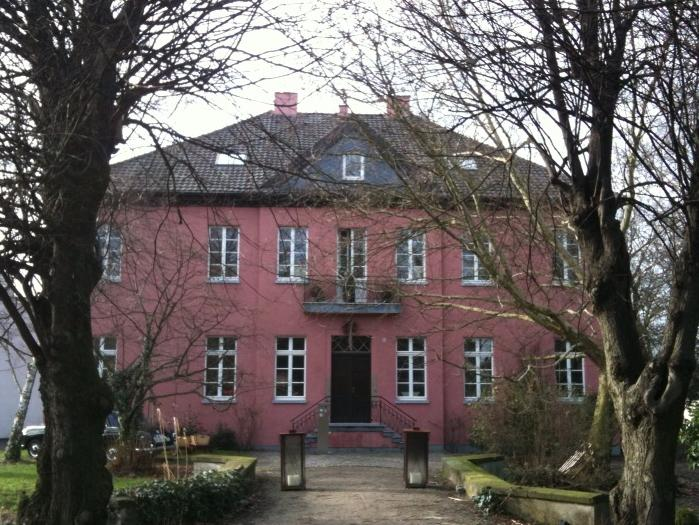
Haus Kaldenhausen

Haus Kaldenhausen (auch „Rittergut Preut“ genannt) ist ein Herrenhaus im Duisburger Stadtteil Rumeln-Kaldenhausen in Nordrhein-Westfalen, Deutschland. 
Es befindet sich in Privatbesitz und besteht aus dem freistehenden Herrenhaus und den (seit 2004 nicht mehr vorhandenen) südseitig vorgelagerten Wirtschaftsgebäuden (Remise und Stallungen) und dem umschließenden Grabensystem. Die traditionelle Form des niederrheinischen Adelssitzes ist aus einer zweiteiligen Wasserburg hervorgegangen.

## Geschichte

Rittergut Preut als zweiteilige Wasserburg

Die erste quellenkundliche Erwähnung der Burg im Jahre 1454 steht im Zusammenhang mit der Familie Preut, einem kölnischen Geschlecht, das bis zur Mitte des 17. Jahrhunderts als Besitzer der Anlage nachgewiesen ist.
Über den mittelalterlichen Zustand der Burganlage lassen sich heute keine eindeutigen Aussagen mehr treffen, da der Umfang der originalen Bausubstanz nur noch in einigen Bereichen des Kellers sichtbar ist. Die aktuellen Untersuchungen im Keller deuten jedoch auf einen ursprünglichen quadratischen Eckturm hin, an den ein langgestreckter Winkelbau anschloss.
Mit dem Aussterben der Linie Preut wurde die Burganlage, allerdings nur vorübergehend, von 1659 bis 1703 Lehen der Herren von Wardt. Im Jahre 1703 verzeichneten die Quellen den besitzrechtlichen Übergang von Haus Kaldenhausen an die Familie Nyvenheim, in deren Eigentum der Grundbesitz bis 1870 blieb.
Nachdem im Jahre 1794 die Franzosen unter Napoléon Bonaparte das linke Rheinufer besetzten und in den folgenden Jahren von Preußen offiziell zugesprochen bekamen, wurde Haus Kaldenhausen die erste von den Franzosen errichtete Bürgermeisterei (Mairie) Friemersheim, deren Amtsträger Baron Karl Christian Friedrich von Nyvenheim war. Das Gut fungierte zu diesem Zeitpunkt sowohl als Wohnsitz als auch als Bürgermeistersitz. Die Mairie Friemersheim gehörte im Jahre 1803 zum Arrondissement Krefeld und zum Canton Urdingen (heute Uerdingen).

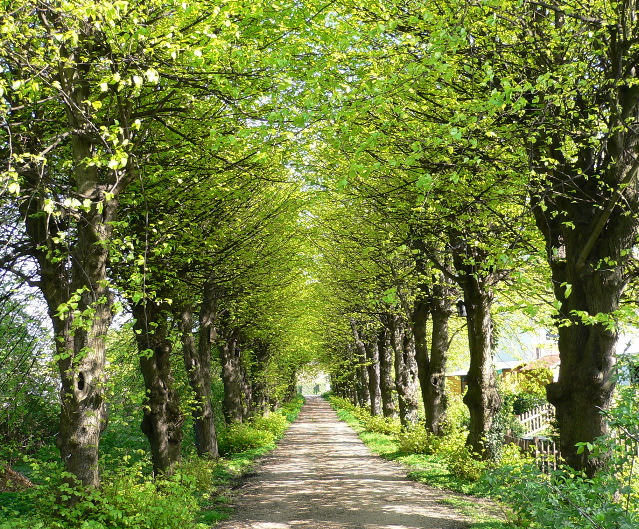
Zufahrt über die Lindenallee

Im Urkataster von 1830 ist das Herrenhaus als hufeisenförmige Anlage wiedergegeben. Der typische barocke Regelgrundriss ist vermutlich das Ergebnis einer mit dem Besitzerwechsel im Jahre 1703 zusammenhängenden Baumaßnahme. Weitere Baumaßnahmen, die dem Haus sein heutiges Aussehen verliehen, erfolgten im Zeitraum 1836 und 1838. Die größte Veränderung war das Einsetzen eines rechteckigen Gebäudeteils in die hufeisenförmige Anlage, so dass das Herrenhaus eine annähernd quadratische Grundrissstruktur bekam. Mit der Erweiterung des Gebäudes um die so geschaffene Eingangshalle wurde die von der Düsseldorfer Straße aus erreichbare Allee angelegt.
Am 24. Dezember 1837 wurde die Rittergutsqualität des Guts und dessen Aufnahme in die Rheinische Rittergutsmatrikel vom preußischen König gestattet. Seit dem 26. Dezember 1843 wird das Gut offiziell als „Haus Kaldenhausen“ bezeichnet.
Haus Kaldenhausen befindet sich in Privatbesitz und wird seit dem 1. Januar 2005 umfassend restauriert.